# Пам'ятки Докучаєвська
У місті Докучаєвськ Донецької області на обліку перебуває 8 пам'яток історії та монументального мистецтва.
| № пп | Охорон. номер | Найменування пам’ятки                                                     | Місцезнаходження пам’ятки                           | Рік встановлення     | Автор                                                                                          | Рішення             |
| ---- | ------------- | ------------------------------------------------------------------------- | --------------------------------------------------- | -------------------- | ---------------------------------------------------------------------------------------------- | ------------------- |
| 1.   | 945           | Братська могила радянських воїнів Південного фронту і пам'ятник землякам. | вул. Космонавтів, міський парк.                     | 1970 р.              | Скульптор: Баранов М. А.                                                                       | 17.12.1969 р. № 724 |
| 2.   | 947           | Могила Бойка С. М., радянського воїна, сержанта.                          | вул. Космонавтів, міський парк, за 600 м від школи. | 1956 р.              | -                                                                                              | 17.12.1969 р. № 724 |
| 3.   | 630           | Пам'ятник Ліхолєтову П. Я, Герою Радянського Союзу.                       | вул. Ліхолєтова, 2, сквер.                          | 2000 р.              | Скульптор: Гонтар С. О.                                                                        | 18.03.2005 р. № 5   |
| 4.   | 3155          | Могила Валова В. В, воїна-афганця, рядового.                              | міський цвинтар.                                    | 1989 р.              | -                                                                                              | 14.07.1993 р. № 419 |
| 5.   | 3154          | Могила Стасюка Г. М, воїна-афганця, рядового.                             | с-ще Олександринка, цвинтар.                        | 1984 р.              | -                                                                                              | 14.07.1993 р. № 419 |
| 6.   | 946           | Братська могила радянських воїнів і жертв фашизму.                        | за 800 м від школи, цвинтар.                        | 1956 р. рек. 1985 р. | -                                                                                              | 17.12.1969 р. № 724 |
| 7.   | 984           | Пам'ятник В.І.Леніну                                                      | пл. Леніна.                                         | 1974 р.              | Скультори Кунцевич В. М., Горовий І. С. Архітектори Порхунов М. І., Пінчук М. Д., Сідова А. Д. | 17.12.1969 р. № 724 |
| 8.   | 988           | Пам'ятник Докучаєву В. В., російському вченому-природознавцю.             | парк.                                               | 1955 р.              | -                                                                                              | 17.12.1969 р. № 724 |
|      |               |                                                                           |                                                     |                      |                                                                                                |                     |